# Sylvester Stallone
Sylvester Enzio Stallone (født Michael Sylvester Gardenzio Stallone 6. juli 1946), kendt som Sylvester Stallone, er en amerikansk skuespiller, manuskriptforfatter, filminstruktør og lejlighedsvis kunstmaler. Stallone er kendt for sine actionroller i Hollywoodfilm, først og fremmest rollerne som bokseren Rocky Balboa og soldaten John Rambo.
Stallones debutfilm - som hovedrolleindehaver - Rocky fra 1976 er blevet optaget i det amerikanske National Film Registry, og filmens rekvisitter har fået en plads på Smithsonian Museum. Stallone brugte hovedindgangen til Philadelphia Museum of Art i Rocky-serien, og trappen op til museet bliver i folkemunde kaldt Rocky Steps. Byen Philadelphia hylder Stallones rolle Rocky med en statue i nærheden af museet. Den 7. december 2010 blev Stallone optaget i boksningens Hall of Fame.

## Barndom og uddannelse
Sylvester Stallone blev født Michael Sylvester Gardenzio Stallone i New York City som den ældste søn af Frank (oprindelig Francesco) Stallone, Sr (1919-2011), der var frisør og kosmetolog, og Jacqueline "Jackie" Stallone (født Labofish) (1921-2020), der arbejdede som astrolog, men tidligere havde været danser og fortaler for kvindebrydning. Stallones far blev født i indlandskommunen Gioia del Colle, syd for kystbyen Bari i Apulien i Italien og emigrerede til USA i 1932. Han var i USA's hær fra 1940-1945. Stallones mor er af halvt russisk–jødisk og halvt fransk afstamning. Hans bror er musikeren og skuespilleren Frank Stallone.
Som følge af fødselskomplikationer var Stallone som barn delvis lam i venstre side af ansigtet, mest forneden i læbe, tunge og hage, hvad der gav ham et vrantent udseende og gjorde hans tale utydelig. Stallone blev døbt katolsk. Familien flyttede tidligt i hans barndom til Washington D.C., hvor hans far åbnede en skønhedsskole, og hans mor en slags skole for kvinder ("Barbella") i 1954. Forældrene blev skilt, da han var 9, og Stallone boede efter skilsmissen hos sin mor. Han gik i skole på Notre Dame Academy og senere på Abraham Lincoln High School i Philadelphia. Senere blev han optaget på Charlotte Hall Military Academy, inden han uddannede sig videre på Miami Dade College og University of Miami.

## Filmografi

### Sylvester Stallone som skuespiller
- Tulsa King (2022-2023)
- Expend4bles (2023)
- Guardians of the Galaxy Vol. 3 (2023)
- Samaritan (2022)
- The Suicide Squad (2021)
- Rambo: Last Blood (2019)
- Creed II (2018)
- Escape Plan 2 (2018)
- Animal Crackers (2017)
- Guardians of the Galaxy Vol. 2 (2017)
- Ratchet & Clank (2016)
- Creed (2015)
- The Expendables 3 (2014)
- Grudge Match (2013)
- Escape Plan (2013)
- Bullet To The Head (2012)
- The Expendables 2 (2012)
- Zookeeper (2011)
- The Expendables (2010)
- Rambo (2008)
- Rocky Balboa (2006)
- Spy Kids 3-D: Game Over (2003
- Taxi 3 (2003, cameo)
- Shade (2003)
- Avenging Angelo (2002)
- D-Tox (2002)
- Driven (2001)
- Get Carter (2000)
- Cop Land (1997)
- Daylight (1996)
- Assassins (1995)
- Judge Dredd (1995)
- The Specialist (1994)
- Demolition Man (1993)
- Cliffhanger (1993)
- Stop! Or My Mom Will Shoot Stop! Eller min mor skyder (1992)
- Oscar (1991)
- Rocky V (1990)
- Tango & Cash (1989)
- Lock Up (1989)
- Rambo III (1988)
- Over the Top (1987)
- Cobra (1986)
- Rocky IV (1985)
- Rambo: First Blood Part II (1985)
- Rhinestone (1984)
- First Blood Rambo (1982)
- Rocky III (1982)
- Victory Fangelejrens Helte (1981)
- Nighthawks (film) (1981)
- Rocky II (1979)
- Paradise Alley (1978)
- F.I.S.T Bossen (1978)
- Rocky (1976)
- Death Race 2000 (1975)
- The Party at Kitty and Stud's (alternativ titel: Italian Stallion) (1970)

### Sylvester Stallone som instruktør
- The Expendables (2010)
- Rambo 4 (2008)
- Rocky Balboa (2006)
- Rocky IV (1985)
- Staying Alive (1983)
- Rocky III (1982)
- Rocky II (1979)
- Paradise Alley (1978)